# Светлоград
Светлоград (рус. Светлоград) град је у Русији у Ставропољском крају.

## Становништво
| 1939.  | 1959.  | 1970.  | 1979.  | 1989.  | 2002.  | 2010.  |
| ------ | ------ | ------ | ------ | ------ | ------ | ------ |
| 18.000 | 24.256 | 30.932 | 33.612 | 37.213 | 39.370 | 38.520 |